# Portugal International 1969
Die Portugal International 1969 fanden in Lissabon statt. Es war die fünfte Auflage dieser internationalen Titelkämpfe von Portugal im Badminton.

## Titelträger
| Disziplin    | Sieger                    |
| ------------ | ------------------------- |
| Herreneinzel | Jan Holtnæs               |
| Dameneinzel  | Isabel Rocha              |
| Herrendoppel | Jan Holtnæs Anton Sauter  |
| Damendoppel  | nicht ausgetragen         |
| Mixed        | Jan Holtnæs Susan Bennett |